# Электротехническая сталь

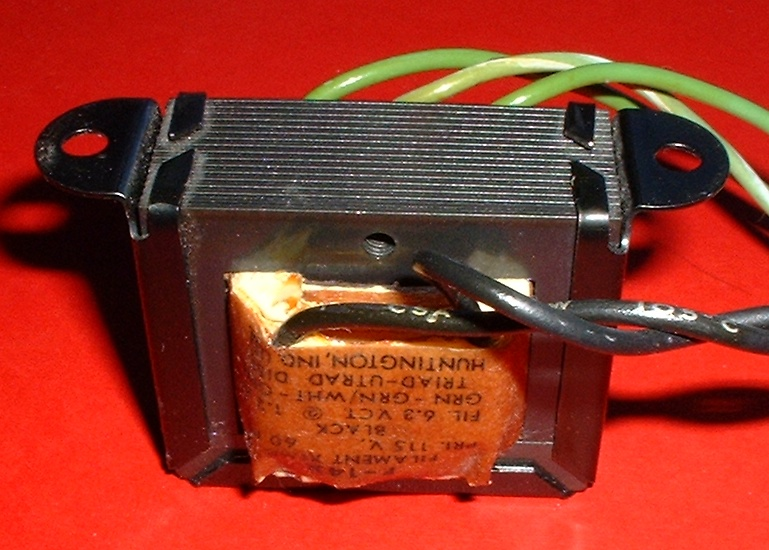
Трансформатор с шихтованным магнитопроводом из электротехнической стали

Электротехни́ческая сталь — тонколистовая магнитно-мягкая сталь со специальными ферромагнитными свойствами  (относительно узкой петлёй гистерезиса) для применения в знакопеременных магнитных полях, что главным образом достигается наличием в составе стали кремния в количестве 0,8—4,5 % и специальной механической, термической и магнитной обработкой.  В ряде случаев легируется алюминием (до 0,5 %). В зависимости от технологии производства подразделяют на холоднокатную (изотропную или анизотропную, до 3,3 % кремния) и горячекатную (изотропную, до 4,5 % кремния).  К электротехнической стали также относят (нелегированное) чистое железо, прошедшее специальную механическую и термообработку для достижения требуемых магнитных свойств.  В зависимости от содержания кремния и технологии получения разделяют на   динамную сталь ( изотропную, 0,8—2,5 % кремния), трансформаторную сталь (анизотропную,  3,0—4,5 % кремния) и релейную (изотропную, нелегированную). Готовый продукт выпускается в виде тонких листов толщиной от 0,05 до 2 мм, лент, либо рулонов. Используется при изготовлении магнитопроводов различного электротехнического оборудования — электромагнитов, трансформаторов, генераторов, электродвигателей, дросселей, магнитопроводов реле, феррорезонансных стабилизаторов напряжения и др.

## Свойства

### Электромагнитные свойства
Электротехнические стали характеризуют следующие электромагнитные показатели:
- высокая магнитная проницаемость;
- низкая коэрцитивная сила и узкая петля гистерезиса;
- высокое удельное электрическое сопротивление для снижения потерь на нагрев сердечника вследствие эффекта вихревых токов.

Относительная магнитная проницаемость μ/μ0 электротехнической стали сильно зависит от величины приложенного поля. К примеру, сталь электротехническая сернистая Э43 в слабых полях имеет μ/μ0 = 600—1000, в средних полях — до 11000.

## Производство
Электротехническая сталь выпускается в виде листов (часто в рулонах) и узкой ленты толщиной 0,05—1 мм. Качество электротехнической стали характеризуется электромагнитными свойствами (удельными потерями, коэрцитивной силой и индукцией), изотропностью свойств (разницей в значениях свойств металла вдоль и поперёк направления прокатки), геометрическими размерами и качеством листов и полос, механическими свойствами, а также параметрами покрытия. Снижение удельных потерь в стали обеспечивает уменьшение потерь энергии, а повышение максимальной индукции стали позволяет уменьшить габариты, снижение анизотропии свойств улучшает характеристики устройств с вращающимися магнитопроводом. Электротехническая сталь обычно поставляется в отожжённом состоянии. Для снятия механических напряжений, возникающих при изготовлении деталей, проводят дополнительный кратковременный отжиг при 800—850°С. Некоторые электротехнические стали поставляются в неотожжённом виде; в этом случае для обеспечения заданного уровня свойств после механической обработки необходимо проводить термическую обработку деталей.

## Стандарты
Для изотропной тонколистовой электротехнической стали в различных странах приняты следующие стандарты: ГОСТ 3836—83, ГОСТ 11036—75, ГОСТ 21427.1-83,  ГОСТ 21427.2-83, ASTM A677/A677M-89, EN 10106-96.

## Отдельные марки

### Сталь 10895
Э12 — по старой маркировке. Изготавливается по ГОСТ 3836–83 и ГОСТ 11036–75. Сортовая электротехническая горячекатная нелегированная сталь с коэрцитивная силой не более 95  А/м. Имеет нормируемую зависимость магнитной индукции от напряженности прикладываемого магнитного поля. При изготовлении по ГОСТ 11036–75 по требованию потребителя могут также нормироваться следующие механические свойства: 
- временное сопротивление, не менее — 270 Н/мм2;
- относительное удлинение, не менее — 24%;
- относительное сужение, не менее — 60%;
- число твердости по Бринеллю, не более — 131;
- диаметр отпечатка, не менее  — 5,2 мм.

Химический состав, в % (масс)
| Углерод | Марганец | Кремний | Фосфор | Сера  | Медь |
| 0.035   | 0.3      | 0,3     | 0,020  | 0.030 | 0.3  |

Показано, что интенсивность адгезивного взаимодействия при шлифовании стали 10895 кругом из кубического нитрида бора существенно меньше, чем при шлифовании титанового сплава. Твёрдость стали наиболее отзывчива к изменению содержания углерода и кремния и к двойной термообработке по режиму нормализации.
Из стали 10895 рекомендуется изготавливать детали, применяемые в магнитных цепях электрических аппаратов и приборов. Материал обладает запасом пластичности и обрабатывается в горячем состоянии. 